# یوآن شمالی
دودمان یوآن شمالی، یا به سادگی یوآن شمالی، بازمانده دودمان یوآن بود که پس از سرنگونی آن و اخراج مغول ها از چین ایجاد شد در طول این دوره مغول ها اغلب درگیر جنگ های قبیله ای و مبارزات جناحی علیه یکدیگر بودند و در این میان خان بزرگ مغول اغلب تنها نقش تشریفاتی در حکومت داشت دودمان یوآن شمالی سرانجام با فتح مغولستان توسط دودمان چینگ از میان رفت.